# エリック・カートマン
エリック・カートマン（Eric Theodore Cartman）はアニメ「サウスパーク」に登場する人物である。
キャラクターのモデルは1970年代アメリカの人気シットコム「オール・イン・ザ・ファミリー」のアーチ・バンカー（Archie Bunker）と作者トレイ・パーカーの高校時代の友人マット・カープマン（Matt Karpman）。（カートマンとマット・カープマンを同一人物で見る視線もある。）
作者トレイ・パーカーとマット・ストーンによれば、カートマンは"すべての人たちの魂の中のゴミ"を基にしたキャラクター。二作者が一番好きなキャラクターでもある。

## 基礎データ
声 - LiLiCo（WOWOW版・Netflix版）、斉藤貴美子（FOX版）、柳原哲也（無修正映画版） / 英 - トレイ・パーカー
本名：エリック・セオドア・カートマン
性別：男性
誕生日：7月1日
学年：小学4年生
苦手な食べ物：辛い物
血液型：AB型RH-
日本語吹き替え版での一人称：オイラ（たまに俺、会議などでは僕になることもある。WOWOW・Netflix版以外では俺で統一されている）
キャラクターのモデル：思想はアーチ・バンカー、名前はマット・カープマン

## 概要
初期の話では仲間のスタン、カイルらにより馬鹿にされがちな印象で、ピップの話では、彼が転校してくるまではカートマンがいじめの対象だったらしい。しかし徐々に性格が鬼畜化していきシーズン5ではスコット・テナーマンの両親（父親はジンジャーで名前は「ジャック・テナーマン」。母・リアンと浮気をしており、カートマンの本当の父親だった）を合法的に殺害し、チリに混ぜてスコットに食べさせた。その事をチリカーニバルで打ち明けた際にスコットの涙を舐めながら美味い美味いと発言し、スタンらにカートマンを本当に怒らせるのはやめようと言わせたほどである。その後何度か「親を食わせるぞ」という脅し文句を使っていた。その後も過激な人種差別、主に『ユダヤとヒッピー』をとことん排除しようとしている。貧乏人も嫌いであるらしいがケニーをからかう程度でそこまで制裁を加えるつもりはないらしい。事実、ケニーとの仲はそれほど悪くなく、むしろ過激発言が多いもの同士で馬が合う様子である（ただし初期はケニーと仲の悪い描写も多い。また、第15シーズンでケニーの次に貧乏なのはカートマンだと判明する）。ユダヤ人のカイルをひどく嫌う態度を見せているが、第10シーズン2話「Smug Alert!」では、ブロフロフスキー一家を助けたり、第11シーズン11話では心肺停止で医者に臨終と判断されたカイルに（契約を果たさせるためとはいえ）心臓マッサージを施し再び息を吹き返させるなど、本気で嫌ってはいないようでからかっても反応がない場合はやる気をなくしており、カイルとの喧嘩を楽しんでいる節もある。ジンジャーをひどく嫌っているが、ジンジャーの両親を持つスコット・テナーマンが異母兄である事が判明、必然的に彼もその血を引いている事が判明した。そのため、自分が実の父親を殺していた事以上に、ジンジャーの遺伝子に絶望して泣いていた（第14シーズン6話参照）。
人々を扇動するのに長けておりシーズン8ではヒトラーのコスプレなどをしてサウスパークの人々を煽りユダヤ人を絶滅させる計画を進行させていたが、メル・ギブソンの錯乱によりやむなく失敗した。その後、母親から出入り禁止を喰らった。スペイン語やドイツ語など複数の外国語を話し、会社を経営するなどおよそ小学4年生の子供のできる所業ではないことを軽々とこなすが、傍から見るとあまりにも馬鹿げている作戦もある。しかし本人は大真面目。不適切な発言を堂々と言いたいがために、トゥレット障害のふりをしたり、パラリンピックの賞金目当てに障害者のフリをしたことがある。
いたずら写真を撮る為にバターズのペニスを口に入れる等、ゲイと思われる行動を取ることがしばしばあるが、本人に自覚がないことが多い（作者も否定している）。シーズンを追う毎にバターズと行動を共にすることも多くなり、お互い、振り回すか振り回されるかの関係になっている。
ケンタッキーフライドチキンが大好きで、スタンの母親が買ってきたチキンの皮を、スタン達の目を盗んで全部食べてしまい（その際、ケニーは大泣きしていた）、それを発端に生徒達に無視された。コロラド州でKFCが違法になった際に中毒症状を発症し、その後KFCの裏取引で失敗して命を狙われたり、KFCのグレービーソースのジャグジー風呂を作ったこともある。他にもゲームや最新機器をほしがる傾向があり、PSPの発売日には最前列に割り込もうとしたり、Wiiの発売が待てずに雪山で氷漬けになったりした。iPadを買ってもらえず、ケースにガラスを入れたものを持ち歩いていたこともある。カイルに対抗してカートマンが手にした書類フォルダが原因で、未来から地球を救うアンドロイドが現れたこともある。
自分を非難するものや邪魔になる物は徹底的に排除する思考があり、自分の悪事の証拠になる被害者や共犯者を殺害しようとしたり、他人に罪を擦り付けることが多い。第10シーズン7話では自分を矯正させようとする母親に対して殺害する計画をたてるが自分の中の良心と悪い心が闘い、結果的にカートマン自身精神の負荷に耐えられず倒れてしまう。母親の甘い対応により躾は元に戻ってしまった。市民活動家のカイルの母親は天敵で、彼女をこき下ろす歌まで自作し歌っている。
性格は最悪で、その極悪非道ぶりと底意地の悪さから、クラスのほとんどの人間からは嫌われている。クラスの女子が作ったイケメンランキング・リストに1票も投票されないほど、女子にはモテない。しかし、スタンに先んじて、ウェンディとキスをしたことがある（ただし映画版のラストシーンでスタンがカートマンより先にウェンディとキスをしている）。
サウスパーク小学校一の問題児でよく問題を起こす為、教師と校長を悩ませる頭痛の種となっている。成績もかなり悪い。
恋愛面では、パティ・ネルソンという女子のことが好きだということが第11シーズン8話で判明。トゥレットのフリをしている内に本音と建前の使分けができなくなり、「オイラ、パティ・ネルソンのことが好き!!チューしてる妄想してるの!!」とみんなの前で大きく発言していた（その発言を聞いたパティ本人はとても恥ずかしがっていた）。
s20で同級生のハイディ・ターナーと仲が良くなり、恋人関係なる。だが、モラル・ハラスメントでハイディを苦しめるため何度も破局寸前まで繰り返すが、同級生の前ではハイディの悪口を言う。またハイディが好きだったカイルと三角関係となる。その後、ハイディがとうとう愛想が尽きてs21e10で破局する。

サイコパスと断定されがちだが街中の猫が収容所送りにされた時は密かにこれを匿ったり、ぬいぐるみを大事にしている描写もみられる。最近ではサウスパークを率先するキャラクターでもある。特に大切にしているぬいぐるみは、カエルのクライド・フロッグ、パンダのピーターパンダ、女の子のポーリー・プリシーパンツ、ドラゴンのランパー・トンプスキン、腕に星やクライドフロッグのシールが貼られた男性のマッスル・マークがいる。手に描いた顔（ミッチ・コナー）やぬいぐるみの人格を完璧に作っている。（それらは彼にとってのイマジナリーフレンド、妄想上の友人であり第15シーズンではそれを卒業し大人になるために狂言を無自覚に起こし友人たちを唖然とさせた）
少年院に収監された時に知り合ったロンパー・ストンパーとの面会時に彼が行きたがっていた遊園地のアトラクションを尻の中に隠して持ってくる、不当逮捕されそうになったジェファーソン氏を庇う、ジミーに女性の口説き方を教える、幼稚園教諭と駆け落ちしたカイルの弟・アイクを捜す等、友人が困っているときに手を貸すことも多い。
口先だけで素手の喧嘩や肉弾戦は弱く、カイルに1発叩かれただけで泣いたことがあり、女子のウェンディに半殺しにされたこともある（以降、ウェンディのことを逆恨みし、何度も彼女を色んな手で陥れようとするが、逆に返り討ちに合ってその報復からか、自分がした悪いことが自分に返ってきてひどい目に会うのがオチ）。
時々「クーン」というアライグマをモチーフにしたヒーローごっこをすることがあり、自分を中心とした子供達のヒーロー団体を作っていたが、行動に問題があって追放された。パイロット版では、両親と妹のいる普通の家庭だった。　
また、カートマンは友達のケニーの遺骨をココアと間違えて牛乳に混ぜて飲んでしまったことがある。